# Sa giông
Sa giông, có khi gọi là Cá cóc (tên khoa học: Pleurodelinae), là một phân họ của họ Kỳ giông, họ Kỳ giông cũng được gọi là họ Sa giông hay họ Cá cóc (tên khoa học Salamandridae).

## Danh sách các chi và loài
- Chi Calotriton (Sa giông suối Tây Ban Nha) - 2 loài
  - Calotriton arnoldii: Sa giông suối Montseny
  - Calotriton asper: Sa giông suối Pyrénées
- Chi Cynops - 7 loài
  - Cynops chenggongensis: Sa giông Trình Cống
  - Cynops cyanurus: Sa giông Sở Hùng hay sa giông đuôi xanh
  - Cynops ensicauda: Sa giông đuôi kiếm Nhật Bản
  - Cynops orientalis: Sa giông bụng đỏ Trung Quốc
  - Cynops orphicus: Sa giông Đại Dương
  - Cynops pyrrhogaster: Sa giông bụng đỏ Nhật Bản
  - Cynops wolterstorffi: Sa giông hồ Vân Nam
- Chi Echinotriton - 2 loài
  - Echinotriton andersoni: Sa giông cá sấu Anderson
  - Echinotriton chinhaiensis: Sa giông gai Trấn Hải
- Chi Euproctus - 3 loài
  - Euproctus montanus: Sa giông suối Corse
  - Euproctus platycephalus: Sa giông suối Sardegna
- Chi Lissotriton (Sa giông thân nhỏ) - 5 loài
  - Lissotriton boscai: Sa giông Bosca
  - Lissotriton helveticus: Sa giông chân màng
  - Lissotriton italicus: Sa giông Ý
  - Lissotriton montandoni: Sa giông Carpathia
  - Lissotriton vulgaris: Sa giông thường
- Chi Mesotriton (Sa giông núi Alps) - 1 loài
  - Mesotriton alpestris: Sa giông Alps
- Chi Neurergus (Sa giông đốm) - 4 loài
  - Neurergus crocatus: Sa giông đốm vàng
  - Neurergus kaiseri: Sa giông đốm Kaiser
  - Neurergus microspilotus: Sa giông đốm Kurdistan
  - Neurergus strauchii: Sa giông đốm Strauch
- Chi Notophthalmus (Sa giông phương Đông) - 3 loài
  - Notophthalmus meridionalis: Sa giông đốm đen
  - Notophthalmus perstriatus: Sa giông vằn
  - Notophthalmus viridescens: Sa giông phương Đông
- Chi Ommatotriton - 2 loài
  - Ommatotriton ophryticus: Sa giông sọc phương Bắc
  - Ommatotriton vittatus: Sa giông sọc phương Nam
- Chi Pachytriton - 2 loài (và hơn 4 loài khác đang được xem xét)
  - Pachytriton brevipes: Sa giông đuôi mái chèo đốm
  - Pachytriton labiatus: Sa giông đuôi mái chèo

(*)khoảng hơn 4 loài chưa được mô tả chi tiết. Hiện gọi là Pachytriton A, B, C & D.
- Chi Paramesotriton - 7 loài
  - Paramesotriton caudopunctatus: Cá cóc đuôi đốm
  - Paramesotriton chinensis: Cá cóc Trung Hoa
  - Paramesotriton deloustali: Cá cóc Tam Đảo, cá cóc bụng hoa, sa giông bụng hoa (có ở Việt Nam)
  - Paramesotriton fuzhongensis: Cá cóc Phú Chung
  - Paramesotriton guanxiensis: Cá cóc Quảng Tây (có ở Việt Nam)
  - Paramesotriton hongkongensis: Cá cóc Hồng Kông
  - Paramesotriton laoensis: Cá cóc Lào
- Chi Pleurodeles - 3 loài sa giông gân
  - Pleurodeles nebulosus: Sa giông gân Algérie
  - Pleurodeles poireti: Sa giông gân Edough
  - Pleurodeles waltl: Sa giông gân Tây Ban Nha
- Chi Salamandrina - 2 loài
  - Salamandrina terdigitata: Kỳ giông kính phương Nam
  - Salamandrina perspicillata: Kỳ giông kính phương Bắc
- Chi Taricha - 3 loài
  - Taricha granulosa: Sa giông da nhám
  - Taricha rivularis: Sa giông bụng đỏ
  - Taricha torosa: Sa giông California
- Chi Triturus - 7 loài sa giông mào (ở con đực)
  - Triturus carnifex: Sa giông mào Ý
  - Triturus cristatus: Sa giông mào phương Bắc
  - Triturus dobrogicus: Sa giông mào Danub
  - Triturus karelinii: Sa giông mào phương Nam
  - Triturus marmoratus: Sa giông cẩm thạch
  - Triturus pygmaeus: Sa giông cẩm thạch lùn
- Chi Tylototriton (Sa giông sần) - 8 loài
  - Tylototriton asperrimus: Cá cóc sần, cá cóc Mẫu Sơn (có ở Việt Nam)
  - Tylototriton hainanensis: Sa giông sần Hải Nam
  - Tylototriton kweichowensis: Sa giông sần đuôi đỏ
  - Tylototriton shanjing: Sa giông sần đỏ
  - Tylototriton taliangensis: Sa giông sần Đại Lương
  - Tylototriton verrucosus: Sa giông sần (có ở Việt Nam)
  - Tylototriton vietnamensis: Cá cóc Việt Nam,Sa giông Việt Nam (có ở Việt Nam)
  - Tylototriton wenxianensis: Sa giông sần huyện Văn
  - Tylototriton ziegleri: Cá cóc Dích-lơ/Di-glơ (có ở Việt Nam)